# Matías Contrera
Matías Julián Contrera Villar (Viedma, provincia de Río Negro; 19 de junio de 2005) es un futbolista argentino. Juega como delantero en Estudiantes de La Plata de la Primera División de Argentina.

## Trayectoria
Sus primeros pasos los transitó en el Club Villa Congreso de Viedma. En noviembre de 2018 se incorporó a las divisiones inferiores de Estudiantes de La Plata, teniendo como técnico a Leandro Testa en novena división.
El 28 de septiembre de 2024, debutó en la primera división ingresando a los 83 minutos en el triunfo de Estudiantes contra Defensa y Justicia por 1 a 0 en el Estadio UNO.

## Clubes
| Club                    | País      | Año           |
| ----------------------- | --------- | ------------- |
| Estudiantes de La Plata | Argentina | 2024-presente |

## Estadísticas
Actualizado al último partido disputado el 7 de octubre de 2024.
| Estudiantes de La Plata Argentina | 1.ª           | 2024          | 2 | 0 | 0 | 0 | 0 | 0 | 2 | 0 |
| Estudiantes de La Plata Argentina | Total club    | Total club    | 2 | 0 | 0 | 0 | 0 | 0 | 2 | 0 |
| Total carrera | Total carrera | Total carrera | 2 | 0 | 0 | 0 | 0 | 0 | 2 | 0 |
| (1) La copa nacional se refiere a la Copa Argentina y Copa de la Liga Profesional. (2) La copa internacional se refiere a la Copa Sudamericana y Copa Libertadores. |               |               |   |   |   |   |   |   |   |   |

## Palmarés

### Campeonatos nacionales
| Título              | Equipo                  | País      | Año  |
| ------------------- | ----------------------- | --------- | ---- |
| Trofeo de Campeones | Estudiantes de La Plata | Argentina | 2024 |